# Крематорий II
«Крематорий II» («Крематорий-2») — второй номерной альбом группы «Крематорий».
К 1984 году группа прочно обосновалась в студии театра им. Маяковского и записала там второй акустический альбом — «Крематорий II» в составе: Шляпа (Армен Григорян), Борода (Виктор Троегубов), Стив (Александр Севастьянов) и Альтист Данилов (Дмитрий Плетнев).
Список песен частично повторяет предыдущий альбом группы, однако звук за счёт набранного опыта более чистый и богатый.
Информация об этом альбоме включена в книгу Александра Кушнира «100 магнитоальбомов советского рока».

## Список композиций
1. Лепрозорий
2. Крематорий
3. Аутсайдер
4. Конфуз
5. Стрёмный корабль
6. Пророк на карусели
7. Моя соседка
8. Посвящение бывшей подруге
9. Vinus memoirs
10. Житейская смерть
11. Я тихо и скромно
12. Сидя на рейсшине
13. Я увидел тебя
14. Проснись, нас обокрали
15. Моя крепость
16. Танец «Альфонсо»
17. Последнее слово

## Участники записи
- Армен Григорян — песни (1-5, 7, 11, 13, 16) вокал, гитары, бас, флейта
- Виктор Троегубов — песни (6, 8-10, 12, 14, 15, 17) вокал, гитары, перкуссия
- Александр Севастьянов — перкуссия
- Дмитрий Плетнев — альт